# Eugeniusz Czarnowski

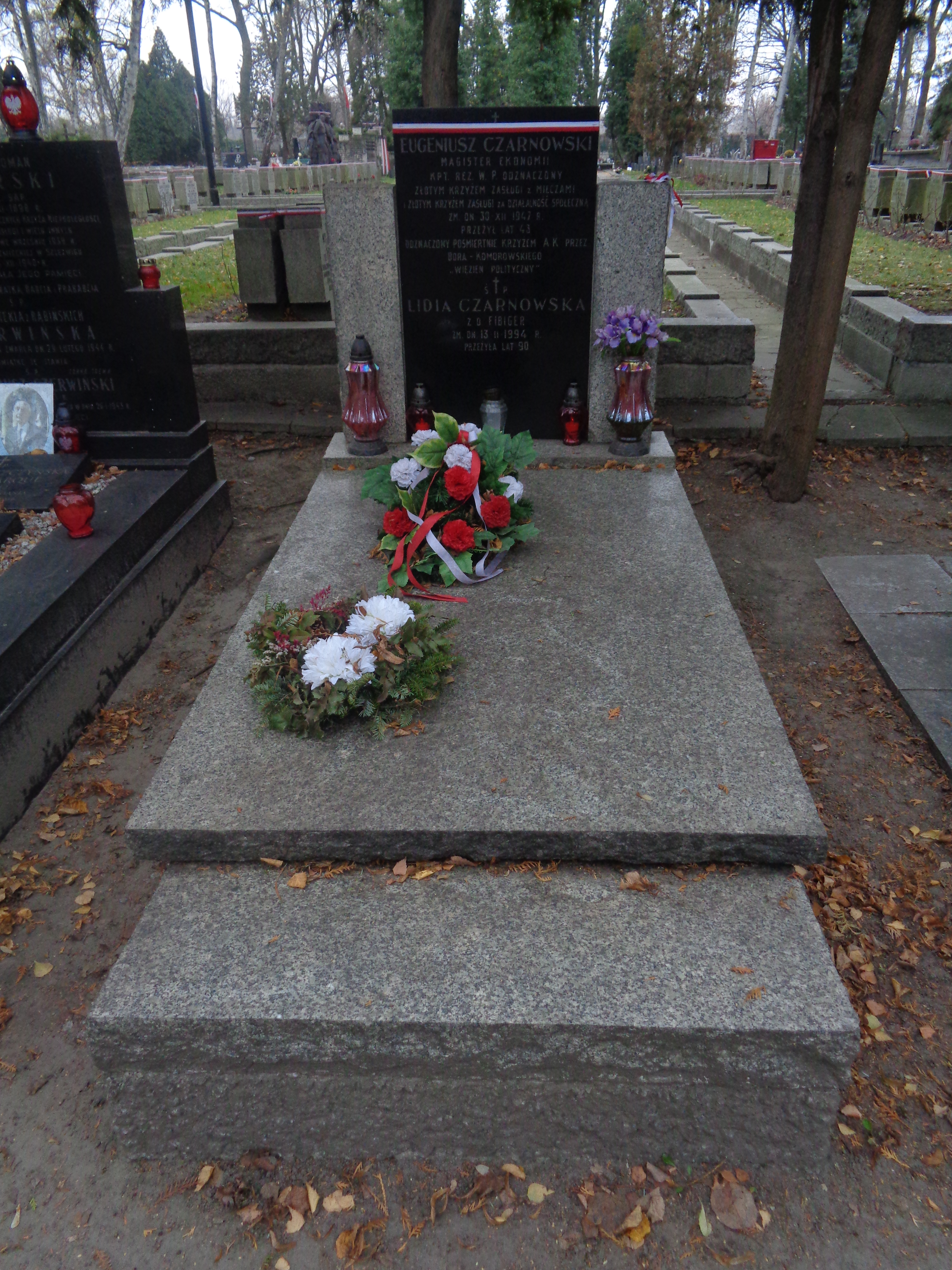
Grób Eugeniusza Czarnowskiego na Cmentarzu Wojskowym na Powązkach

Eugeniusz Czarnowski, ps. „Adam”, „Piotr Kostrzewa”, „Lidzki”, „Piotr” (ur. 17 listopada 1904 w Łodzi, zm. 30 grudnia 1947 w Warszawie) – polski ekonomista, prezes Zjednoczenia Demokratycznego, członek Rady Jedności Narodowej, kapitan Armii Krajowej.

## Życiorys
Syn Stanisława (maszynisty kolejowego) i Emilii Vydry. Służył ochotniczo w Wojsku Polskim w 1920. W 1922 ukończył gimnazjum im. Władysława Giżyńskiego w Warszawie. Był członkiem Związku Harcerstwa Polskiego i wchodził w latach 1923–1924 w skład Rady Głównej Wolnego Harcerstwa. Działał od 1923 w Związku Niezależnej Młodzieży Socjalistycznej oraz Stowarzyszeniu Wolnomyślicieli Polskich. W 1934 ukończył studia ekonomiczno-polityczne na Wydziale Prawno-Ekonomicznym Uniwersytetu Poznańskiego. W 1936 rozpoczął pracę jako ekonomista w warszawskiej Spółdzielni Pracy „Grupa Techniczna”. W następnych latach został jej dyrektorem ekonomiczno-finansowym, a w 1939 objął stanowisko dyrektora naczelnego.
Podczas II wojny światowej w konspiracji od jesieni 1939. Jeden ze współzałożycieli i następnie członek tzw. trójki kierowniczej Związku Odbudowy Rzeczypospolitej (ZOR). Od 1940 pracował w Biurze Informacji i Propagandy Komendy Głównej Związku Walki Zbrojnej-AK. W lutym 1943 wyznaczony do rozmów o współpracy z PPR z ramienia AK. Od początku 1944 prezes Zarządu Głównego Związku Wolnej Polski. Jednocześnie czynnie uczestniczył od 1941 w tajnym SD oraz współpracował z jego organem prasowym, pismem „Nowe Drogi”. W latach 1944–1945 był prezesem Zjednoczenia Demokratycznego, z ramienia którego wszedł do Rady Jedności Narodowej, od października 1944 był członkiem Komisji Głównej RJN.
W marcu 1945 aresztowany przez NKWD, w procesie szesnastu skazany na 6 miesięcy więzienia. Po powrocie do kraju od jesieni 1945 został dyrektorem Spółdzielni „Grupa Techniczna”, a od 1946 członkiem Rady Naczelnej i Centralnego Komitetu Stronnictwa Demokratycznego.
Odznaczony Złotym Krzyżem Zasługi z Mieczami (1 stycznia 1945). Został pochowany w Alei Zasłużonych na Cmentarzu Komunalnym na Powązkach (kwatera A24-tuje-4).